# Ichneumon frischii
Ichneumon frischii là một loài tò vò trong họ Ichneumonidae.